# Língua eslovaca
O eslovaco (slovenčina) é uma língua indo-europeia que pertence a família das línguas eslavas ocidentais (junto com o tcheco, polonês, silesiano, cassúbia e sorábia).
É a língua oficial da Eslováquia, onde é falado por aproximadamente 5,51 milhões de pessoas (2014), e uma das 24 línguas oficiais da União Europeia. Falado principalmente na Eslováquia, há também falantes de eslovaco que vivem na República Checa, Sérvia, Hungria, Romênia, Áustria, Croácia, Canadá, EUA, Austrália, Ucrânia e outros países. Em vários países da Europa Central e Oriental, onde há falantes de eslovaco concentrados em determinadas regiões, o eslovaco tem o estatuto de língua regional.
De entre as características da língua eslovaca (algumas das quais a distinguem das outras línguas eslavas) incluem-se características fonéticas como a presença de vocalismo no sistema juntamente com vogais curtas e longas e ditongos ascendentes  i̯a, i̯e, i̯u, u̯o, formando uma longa sílaba; a presença de um fonema específico /ä/ (obsoleto na linguagem atual); distribuição da lei rítmica, segundo a qual sílabas com vogais longas (assim como ditongos) não podem se seguir dentro de uma palavra; no sistema de consonantismo - o uso de silábico sonoro longo e curto [l̥], [l̥̄], [r̥], [r̥̄], atuando como equivalentes funcionais de vogais; perda de consoantes palatalizadas, a presença de dois tipos de l (frontal e palatal), etc.
A morfologia é notada por características como a presença da terminação -ovia em substantivos animados na forma plural nominativa; distribuição da desinência im em todos os verbos do tempo presente na forma da 1ª pessoa do singular, etc.
Existem três dialetos (ou grupos de dialetos) no idioma eslovaco: eslovaco ocidental, eslovaco médio e eslovaco oriental.
Até o século XVIII, os eslovacos costumavam usar a língua tcheca como língua literária: em meados do século XIX, a língua literária eslovaca foi codificada principalmente com base no dialeto eslovaco médio, por Ľudovít Štúr, em 1840. Em 1850, a língua se consolidou com algumas correções ortográficas. A história da língua literária eslovaca divide-se três períodos: inicial (até 1000), pré-literário (1000-1787) e literário (desde 1787). A base da escrita é o alfabeto latino. As primeiras obras da própria literatura eslovaca datam do final dos séculos XV e XVI, enquanto havia autores eslovacos em obras tchecas, alemãs e latinas no período anterior a este.

## Etimologia
Os nomes próprios do povo eslovaco (Slovák “eslovaco”, Slovenka “eslováquio”) e da língua eslovaca (slovenský jazyk, slovenčina, slovenská reč) têm raízes eslavas comuns. O Slovák é formado pela substituição do sufixo na palavra proto-eslava *slověninъ "eslavo", e Slovenka vem diretamente do *slověnъka "eslávico". Um nome próprio semelhante há em outra língua eslava - o esloveno (slovenski jezik, slovenščina). Opções para o nome do eslovaco em outros idiomas: inglês Slovak, alemão Slowakisch, francês le slovaque. Além disso, o eslovaco chegou a ser conhecido como "língua húngara-eslovena".

## Geografia

### Área e número

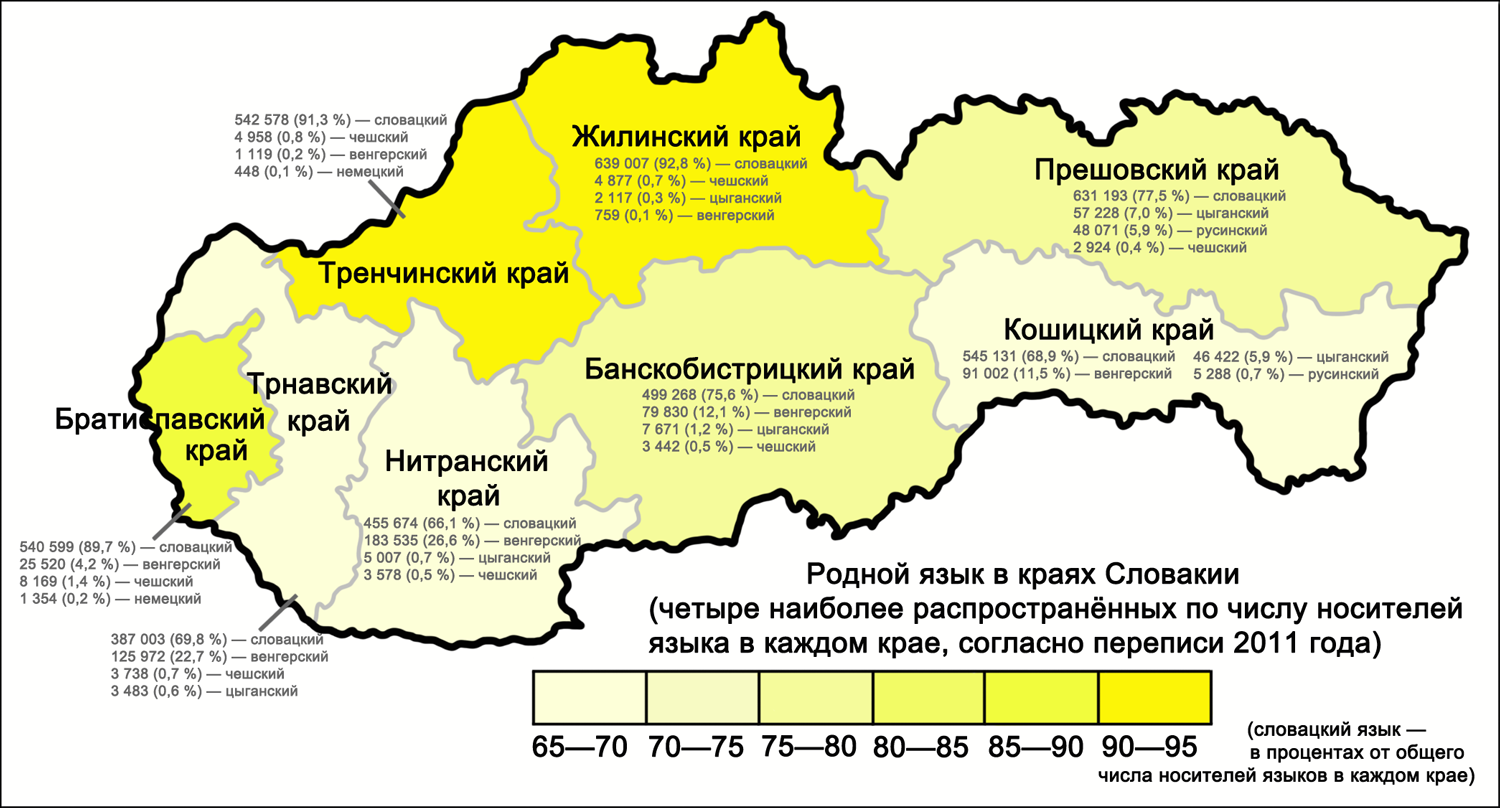
Proporção da língua eslovaca nas regiões da Eslováquia (em russo)

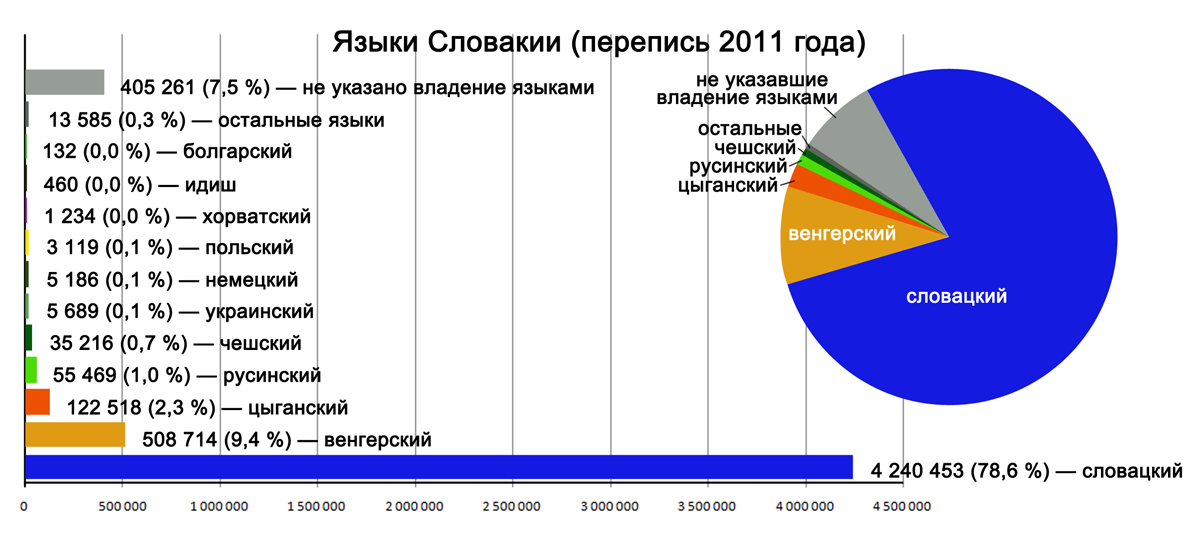
Número de falantes da língua eslovaca e das outras línguas faladas na Eslováquia (em russo)

Em termos de número de falantes, a língua eslovaca ocupa o terceiro lugar entre as línguas eslavas ocidentais após o polaco e o checo. A principal área da língua eslovaca é o território da República da Eslováquia. De acordo com o censo realizado na Eslováquia em 2011, 4.240.453 pessoas (78,6% da população do país) declararam o eslovaco como sua primeira língua, seguido pelo húngaro (508.714; 9.4%), Romani (122.518; , 3%) e Ruteno (55.469; 1,0%). Ao mesmo tempo, 4.337.695 eslovacos (80,4%) usam o eslovaco no cotidiano, sendo que 3.954.149 pessoas (73,3%) declararam o eslovaco como língua-mãe. A esmagadora maioria dos falantes da língua eslovaca são os eslovacos étnicos: 4.352.775 pessoas (80,7%) declararam-se eslovacos.
Os falantes de eslovaco também vivem em partes dos territórios dos países vizinhos, que em conjunto com a Eslováquia faziam parte do reino húngaro: na Hungria (9.888 dos 29.647 eslovacos húngaros declararam o eslovaco como nativo, apenas 16 266 pessoas falavam húngaro, em 2011) e na Ucrânia, especialmente nas regiões transcarpáticas (2.633 de 6.397 eslovacos). Além disso, o eslovaco é falado por residentes de vários outros territórios do antigo reino húngaro, não limítrofes da Eslováquia: na Romênia, principalmente nas regiões da Transilvânia e Banat (12.574 dos 13.654 eslovacos declaram falar o idioma, 12.602 pessoas falam romeno, em 2011), na Sérvia, principalmente na província autônoma de Voivodina (49.796 dos 52.750 eslovacos sérvios declaram falar o idioma, enquanto 47.760 falantes de eslovaco de 50.321 eslovacos vivem na Voivodina); e na Croácia, principalmente no leste do país - no condado de Vukovarsko-Sremska e Osijetsko-Barana (3792 dos 4753 eslovacos croatas, em 2011).

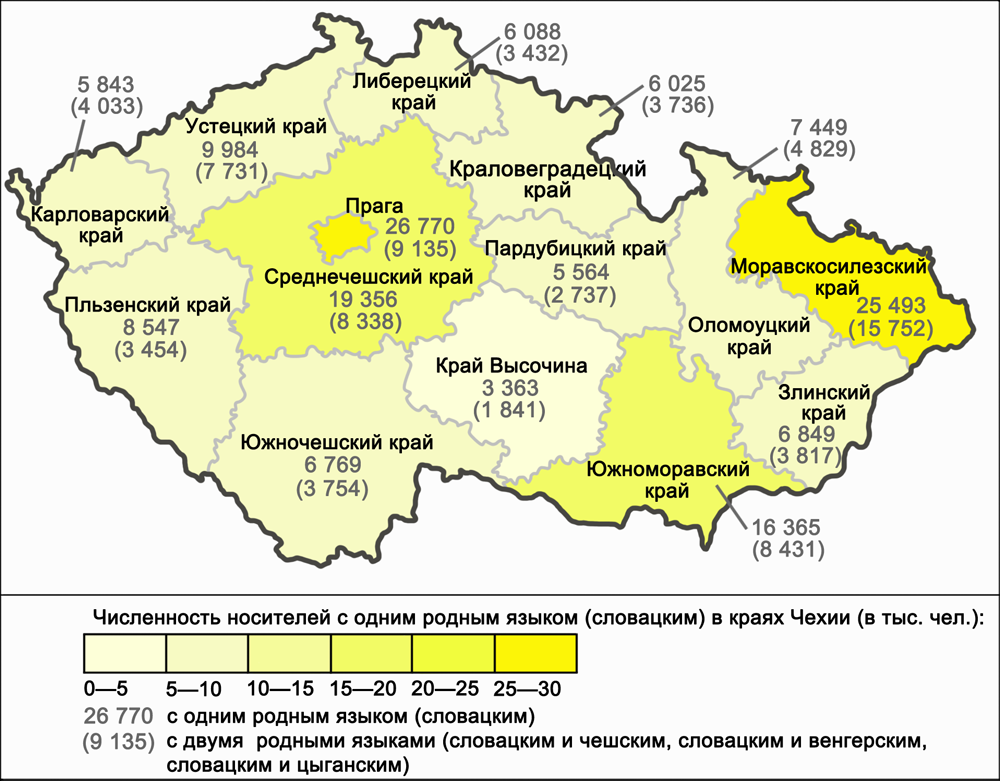
A difusão da língua eslovaca na República Checa (em russo)

Além disso, falantes de eslovaco vivem em várias áreas vizinhas da Eslováquia, Áustria e República Tcheca, que já foram unidas no Império Austro-Húngaro (e junto com a República Tcheca a Eslováquia foi unida mais tarde em um único estado, a Checoslováquia, na maior parte do século 20). Assim, de acordo com o censo de 2011, 235.475 falantes de eslovaco falam-na como língua nativa na República Checa, representando a maior diáspora de língua eslovaca no mundo. Os eslovacos estabelecidos na República Tcheca geralmente são dispersos, com exceção da região da Morávia, na Eslováquia, cujos habitantes têm autoconsciência tcheca, mas vários pesquisadores atribuem seus dialetos ao idioma eslovaco. Existiam 10.234 falantes de eslovaco na Áustria, em 2001. Na vizinha Polônia, 765 cidadãos falam eslovaco, dos quais 648 eslovacos poloneses, em 2011, foram mencionados como eslovacos nativos.
Além da Eslováquia, os estados limítrofes e alguns territórios da antiga Austro-Hungria, a língua eslovaca é espalhada entre os imigrantes eslovacos e seus descendentes nos países da Europa Ocidental e nas Américas, inclusive nos EUA (mas detém ativamente uma parte relativamente pequena dos eslovacos, 2000) e no Canadá (17.580 pessoas, 2011). O eslovaco é falado na Austrália (4.990 em mais de 10.000 eslovacos, 2011), na Rússia (1.445 falantes nativos, dos quais 324 eslovacos, 2010), bem como em outros países.

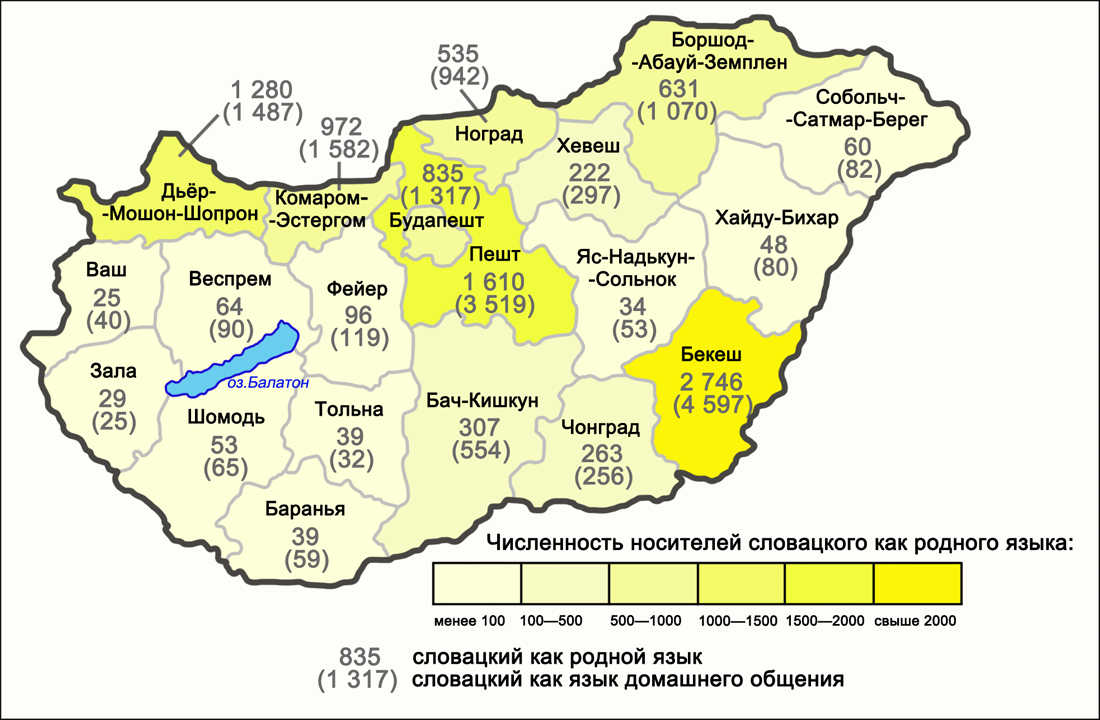
Número de falantes da língua eslovaca nas províncias da Hungria (em russo)

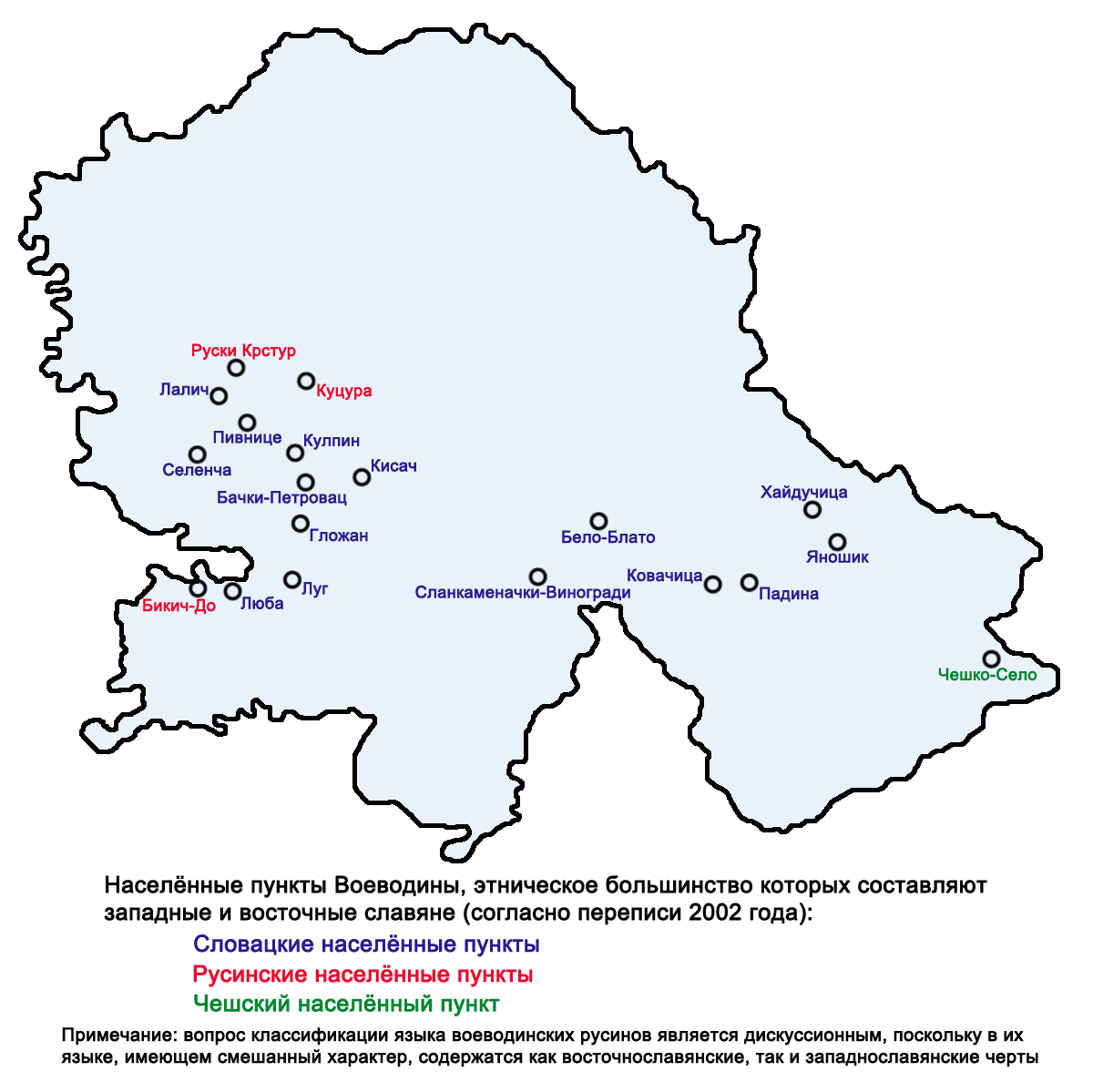
Localidades eslovacas na Vojvodina, Sérvia (em russo).

Concentração de eslovacos por estado, nos EUA.

A língua eslovaca no exterior é usada tanto na forma literária quanto na dialética. Os dialetos eslovacos são comuns em particular na Hungria, Romênia, Sérvia, Ucrânia e outros países. Como regra, os dialetos eslovacos no exterior são heterogêneos. Por exemplo, na região transcarpática da Ucrânia, são falados dialetos mistos como o Abov-Sharish-Zemplin, o Zemplin-Abovsky-Sharish, o Zemplin-Uzh, o Uzh-Sotai e outros. O uso padrão do dialeto eslovaco oriental ou sua influência na língua literária eslovaca, inclusive na imprensa, foi notado entre os eslovacos nos Estados Unidos na virada dos séculos XIX e XX.
O número total de falantes da língua eslovaca no mundo é de mais de 5,2 milhões de pessoas (de acordo com outros dados - de 5.0 a 5.5 milhões de pessoas). Destes, mais de 1 milhão de eslovacos (dos quais 0,4 milhões utilizam ativamente a língua eslovaca) vivem fora da Eslováquia.
De acordo com os resultados do censo e dados estimados em vários estados, o número de pessoas que falam a língua eslovaca é:
| Países          | Número (pes.) | Ano do Censo (Estimativas) |
| --------------- | ------------- | -------------------------- |
| República Checa | 235.475       | 2011                       |
| Croácia         | 3.792         | 2011                       |
| Ucrânia         | 2.633         | 2001                       |
| Sérvia          | 49.796        | 2011                       |
| Romênia         | 12.802        | 2011                       |
| Rússia          | 1.445         | 2010                       |
| Polônia         | 765           | 2011                       |
| Canadá          | 17.580        | 2011                       |
| Hungria         | 16.266        | 2011                       |
| Áustria         | 10.234        | 2001                       |
| Austrália       | 4.990         | 2011                       |

### Informações sociolinguísticas
O eslovaco é a única língua oficial da República Eslovaca e uma das 24 línguas oficiais da União Europeia (desde 2004). Na Eslováquia, a língua eslovaca é usada em todas as esferas da vida pública. É a linguagem da administração, legislação, justiça, ciência, educação, cultura, etc. Ela também domina a vida cotidiana.
Fora da Eslováquia, as funções da língua eslovaca são geralmente limitadas à comunicação familiar e, menos comumente, à vida cultural. Em vários países (Bulgária, Hungria, Alemanha, Polônia, Rússia, Romênia, Sérvia, EUA, República Checa, Suécia, Ucrânia e outros países), o eslovaco é ministrado em escolas e estudado em instituições acadêmicas.

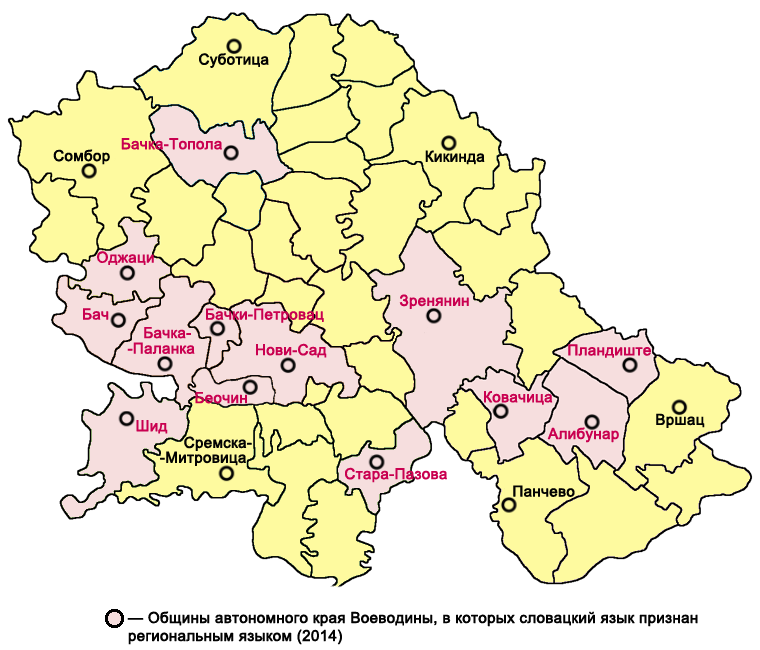
Comunidades na Voivodina onde o eslovaco é reconhecido como uma língua regional (em russo)

Nos países europeus onde os representantes da minoria nacional eslovaca vivem e tradicionalmente usam a sua língua materna, o eslovaco recebeu o estatuto de língua de minorias nacionais ou de língua regional (de acordo com as disposições da Carta Europeia das Línguas Regionais): na Áustria, Bósnia e Herzegovina, Hungria, Polônia, Romênia, Sérvia, Croácia, República Checa e Ucrânia. Em alguns desses países, a lei sobre a língua regional é distribuída em uma determinada área do estado (com um assentamento compacto de falantes da língua eslovaca). Assim, na Áustria, esta lei é válida no distrito federal de Viena. Na Sérvia, a língua eslovaca recebeu funções oficiais em várias comunidades de Bačka (Bačka-Topola, Ojaci, Bača, Bački-Petrovac, Novi Sad), a parte meridional do Banat sérvio (Alibunar, Kovacica, Zrenjanin) e em duas comunidades de Srem (Sid e Stara-Pazova). Ao mesmo tempo, na República Checa, onde os eslovacos estão dispersos, a disposição relativa às línguas regionais aplica-se à língua eslovaca em toda a República Checa.
Como língua literária, o eslovaco tomou forma relativamente tarde - até a segunda metade do século XIX. Nos séculos IX-X, parte dos eslavos do Grande Morávia, que viviam no território da Eslováquia moderna, usaram a língua eslava antiga como língua escrita. Na Idade Média, os eslovacos usavam o latim como língua literária (em particular, o poeta humanista do século XVI Martin Rakovsky), e desde o século XV, a língua checa também se espalhou entre os eslovacos. A formação da norma literária da língua eslovaca começou em meados do século XVIII, sua versão final, próxima à moderna língua literária eslovaca, foi adotada na segunda metade do século XIX. Ao criar o padrão literário, os eslovacos basearam-se na tradição falada e escrita dos séculos XVI-XVIII (interdialetos culturais), que combinavam as características dos dialetos eslovacos e da língua literária checa. O desenvolvimento da norma literária eslovaca foi dificultado pelo fato de os eslovacos não terem a sua própria soberania durante muito tempo: até 1918, as terras eslovacas faziam parte da Áustria-Hungria. Somente no século XX ocorrem mudanças que contribuem para o desenvolvimento e expansão das esferas da língua eslovaca literária - a entrada da Eslováquia na primeira República da Checoslováquia de 1918 a 1939; então - na República Eslovaca (1939-1945 anos); República da Checoslováquia (1945-1960); República Socialista da Checoslováquia (1960-1989); República Federal Checa e Eslovaca (1990-1992). Como parte de um comum com os checos do estado, o eslovaco foi declarado uma das duas línguas oficiais juntamente com o checo. Em 1993, após a proclamação da independência pela Eslováquia, a Eslováquia tornou-se a única língua oficial deste estado.
Na língua eslovaca, o processo de formação de normas comuns de uma língua falada não foi completado; portanto, em diferentes regiões da Eslováquia, a interação da linguagem literária e dialetos compõe várias versões da fala popular que diferem da norma literária em diferentes graus. Ao mesmo tempo, a língua falada de uma região é unida por características semelhantes e contrastada com a fala coloquial de outras regiões, em conexão com a qual vários pesquisadores da língua eslovaca declaram o surgimento de três versões sub-padrão da língua eslovaca na Eslováquia Ocidental, Média e Oriental.
As questões políticas e estratégicas em áreas que afetam o eslovaco como língua oficial são reguladas pelo Departamento Estadual de Idiomas do Ministério da Cultura da República Eslovaca.

### Dialetos
Os dialetos da língua eslovaca agrupam-se em três grandes uniões territoriais (grupos de dialeto ou dialeto), nomeados de acordo com a região da sua distribuição: o dialeto da Eslováquia do Oeste, o dialeto da Eslováquia do Meio e o dialeto da Eslováquia Oriental. Todos eles formam um único dialeto contínuo. As diferenças linguísticas mais expressivas pelas quais os dialetos eslovacos se distinguem são: presença / ausência de vogais longas; implementação / ausência de lei rítmica; posições palatinas de consoantes pares em dureza / suavidade antes de uma vogal e. Os reflexos eslavos também são importantes, especialmente para estabelecer a base genética de vários dialetos nas zonas de transição entre os dialetos: os reflexos das combinações *orT, *olT não estão sob estresse agudo; reflexos da combinação dl; mudanças na consoante x na segunda palatalização, etc. O dialeto eslovaco ocidental é caracterizado pela presença de vogais fonologicamente longas; falta de lei rítmica e a ausência ou presença de basicamente apenas um par de consoantes em dureza / suavidade (n — ň) com palatalização de consoantes em frente e de ě ou ê. As vogais fonologicamente longas (na verdade, vogais longas e ditongos) são características do dialeto esloveno médio; aplicação da lei de contração rítmica e a presença de quatro pares de consoantes em dureza / suavidade (t — ť, d — ď, n — ň, l — ľ) com palatalização de consoantes em frente a e de qualquer origem (antes e < ě e antes do original, com exceção de casos isolados e < ь). No dialeto eslovaco oriental não há vogais longas e, portanto, não há lei de redução de sílabas rítmicas; t’ e d’ nos dialetos eslovacos orientais foram assimilados, os seguintes pares de consoantes em dureza/suavidade são distinguidos: n — ň, l — ľ, s — ś e z — ź.

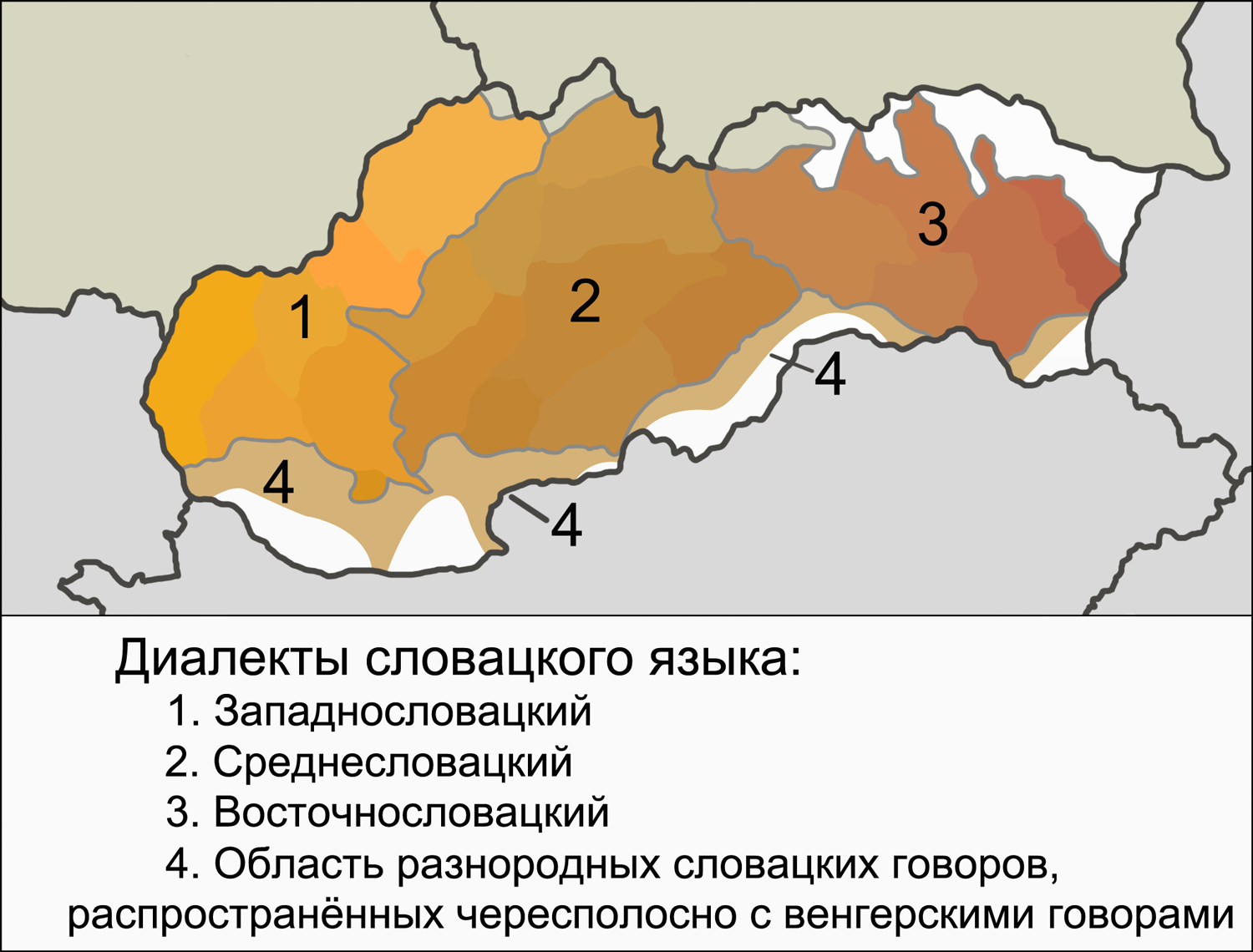
Dialetos da língua eslovaca (em russo): 1. Ocidental; 2. Central; 3. Oriental; 4. Área de dialetos eslovacos heterogêneos, espalhando-se intermitentemente com dialetos húngaros.

Os subdialetos da língua eslovaca, que são parte dos três dialetos, são combinados de acordo com o grau de proximidade em grupos de dialetos:"
- Dialeto eslovaco ocidental[50]:
  - Subdialetos do norte: Alto Trenčín, Baixo Trenčín e Povajo;
  - Subdialetos do sudeste: Nitraniano Central e Inferior;
  - Subdialetos do sudoeste: Zagório e Trnaviano.
- Dialeto eslovaco central[51]:
  - Subdialetos do norte: Liptov, Turčan, Orava e Nitraniano Superior;
  - Subdialetos do sul: Zvoleniano, Gontiano (Gont), Tecoviano, Novograd e Hemer.
- Dialeto eslovaco oriental[52]:
  - Subdialetos ocidentais: Spiš e Abov;
  - Subdialetos centrais: Šariš e Zemplín;
  - Subdialetos orientais: Sotácio e Úgio.

Há uma divisão mais fracionária dos dialetos eslovacos. Assim, por exemplo, na composição dos dialetos Hemer, os dialetos de Hemer-Oeste, Hemer-Leste, Hemer-Médio e Alto-Grony são distinguidos; na composição dos dialetos Zemplín - Alto Zemplín, Médio Zemplín e Baixo Zemplín; entre outros.
Os subdialetos podem organizar-se diferentemente em diferentes classificações; de outra forma, os subdialetos dentro dos dialetos podem ser agrupados: em particular, no mapa de I. Ripka, o dialeto do oeste eslovaco é dividido em dialetos do norte e do sul, e o dialeto eslovaco oriental - em dialetos ocidentais e orientais.